# Origny-en-Thiérache
Origny-en-Thiérache è un comune francese di 1 556 abitanti situato nel dipartimento dell'Aisne della regione dell'Alta Francia.

## Società

### Evoluzione demografica
Abitanti censiti